# Guillaume Ier de Brunswick-Wolfenbüttel
Pour les articles homonymes, voir Guillaume Ier.
Guillaume Ier (1392-1482), dit « le Victorieux » (der Siegreiche), est duc de Brunswick-Lunebourg de 1416 à sa mort. Durant cette période, il est tour à tour prince de Lunebourg (1416-1428), prince de Wolfenbüttel (1428-1432), prince de Calenberg (1432-1463), prince de Calenberg-Göttingen (1463-1473) et enfin de nouveau prince de Wolfenbüttel (1473-1482).

## Famille
Fils de Henri « le Doux », il hérite de la principauté de Lunebourg en 1416, conjointement avec son frère cadet Henri « le Pacifique ». En 1428, ils procèdent à un échange avec leur oncle Bernard : celui-ci obtient le Lunebourg tandis que les deux frères deviennent princes de Wolfenbüttel.
Henri profite d'une absence de Guillaume, parti en campagne, pour accaparer ses biens. Guillaume ne peut conserver que la partie occidentale du Wolfenbüttel, qui devient la principauté de Calenberg. En 1463, il hérite de la principauté de Göttingen après la mort d'Othon « le Borgne ».
Lorsque son frère meurt sans laisser d'héritier mâle, en 1473, Guillaume recouvre le Wolfenbüttel et laisse Calenberg et Göttingen à ses deux fils Frédéric « le Turbulent » et Guillaume « le Jeune ». Ils lui succèdent conjointement à sa mort.

## Descendances
En 1423, Guillaume Ier épouse Cécile (morte en 1449), fille du margrave Frédéric Ier de Brandebourg. Deux enfants sont nés de cette union :
- Frédéric III (1424-1495) ;
- Guillaume II (1425-1503).

En 1466, Guillaume Ier se remarie avec Mathilde (morte en 1468), fille du comte Otto II de Holstein-Schauenbourg. Un enfant est né de cette union :
- Othon (1468-1471).